# Бек, Рихард (геолог)
Карл Рихард Бек (нем. Richard Beck; 24 ноября 1858, Ауэ — 18 августа 1919, Фрайберг ) — немецкий геолог, картограф, педагог, профессор геологии и рудных месторождений в горной академии во Фрейберге (Саксония).

## Биография
Окончил школу Святого Николая в Лейпциге. Затем, изучал ботанику во Фрайбурге-им-Брайсгау. В октябре 1879 года вернулся в Лейпциг, где продолжил учебу. Интересовался природой, собирал окаменелости и составлял гербарии. Ознакомился с работами натуралиста Эрнста Геккеля, из идей которого вывел принцип монизма. Ученик Германа Креднера и Фердинанда Циркеля.
В 1883 году получил докторскую степень, после чего двенадцать лет проработал в Саксонском государственном геологическом институте, где в основном занимался геологической картографией Саксонии.
С 1895 года – профессор геологии, теории месторождений и теории окаменелостей во Фрайбергской горной академии. В последующие годы написал свою самую известную работу «Рудные месторождения», которая выдержала три издания и была переведена на английский и французский языки. Автор 95 научных статей.
Предпринял многочисленные поездки, в т.ч. по Европе, посетил алмазные рудники и золотые прииски Южной Африки, горнодобывающие районы  Канады, Южную Африку и Финляндию. С 1911 по 1913 год был ректором горной академии. Углубил знания о месторождениях посредством микроскопических исследований горных пород. Был одним из первых, кто использовал металлический микроскоп для демонстрации магматического осаждения уральской платины.
Умер после непродолжительной болезни вызванной сердечной недостаточностью.

## Награды и отличия
- Орден Альбрехта
- 1886 г. - почетный член Общества естественных исследований в Лейпциге.
- 1909 г. - почетный член Американского института горных инженеров.
- 1909 г. - почетный член Геологического общества Южной Африки.
- 1909 г. - почетный доктор Женевского университета.
- 1911 г. - почетный доктор Монтанистской высшей школы в Леобене.
- 1913 г. - почетный доктор Университета Торонто.
- 1916 г. - Гехаймрат
- 1918 г. - Действительный член Саксонской академии наук в Лейпциге
- Во Фрайберге его именем названа одна из улиц.